# كارين هيولت
كارين هيولت هي لاعب هوكي الحقل كندية، ولدت في 4 أكتوبر 1959 في تورونتو في كندا.

## انظر ايضًا
- لانس كاري
- كارين سيمونز
- كارين بنتلي
- هوكي الحقل
- هوكي الميدان

## وصلات خارجية
- كارين هيولت على موقع أوليمبيديا (الإنجليزية)